# 26. listopada
26. listopada (26. 10.) 299. je dan godine po gregorijanskom kalendaru (300. u prijestupnoj godini).
Do kraja godine ima još 66 dana.

## Događaji
- 1520. – Karlo V. je okruljen za njemačkog cara
- 1881. – najslavniji revolveraški sukob Divljeg zapada: Obračun kod O.K. Corrala
- 1944. – Split je oslobođen od fašističkog okupatora. Borbe za oslobođenje Splita spadaju u najznačajnije operacije koje je vodio 8. dalmatinski korpus s povijesnim vojnim i političkim značenjem.
- 1964. – Najveća poplava Save ostavila je bez krova nad glavom 40 000 stanovnika Zagreba i okolice. Ukupno više od 200 000 ljudi bilo je pogođeno katastrofom.
- 1971. – Glavna skupština UN donijela je odluku o primanju Narodne Republike Kine uz istodobno isključenje Tajvana.
- 1973. – Završen Yomkipurski rat.
- 2002. – U napadu ruskih specijalnih postrojbi na moskovsko kazalište u kojemu se odvijala talačka kriza stradala su 129 civila i 41 čečenskih terorista.
- 2004. – U SAD-u u prodaju puštena video igra Grand Theft Auto: San Andreas.

| - 1685. – Domenico Scarlatti, talijanski skladatelj i čembalist († 1757.) - 1747. – Ivan Mane Jarnović, hrvatski skladatelj i violinist († 1804.) - 1854. – Ksaver Šandor Gjalski, hrvatski književnik († 1935.) - 1911. – Mahalia Jackson, američka gospel i soul pjevačica († 1972.) - 1916. – François Mitterrand, francuski političar († 1996.) - 1919. – Mohammed Reza Pahlavi, perzijski šah († 1980.) - 1934. – Pero Zlatar, hrvatski novinar i publicist († 2020.) - 1942. – Zdenko Runjić, hrvatski skladatelj i glazbenik († 2004.) - 1947. – Hillary Rodham Clinton, američka političarka - 1950. – Drago Vabec, hrvatski nogometaš - 1957. – Renato Metessi, hrvatski glazbenik - 1966. – Tonči Matulić, hrvatski teolog - 1966. – Zlatko Dalić, trinaesti izbornik hrvatske nogometne reprezentacije - 1968. – Robert Jarni, hrvatski nogometaš - 1973. – Tamara Jurkić Sviben, hrvatska pijanistica i pedagoginja | - 1235. – Andrija II., hrvatsko-ugarski kralj (* 1175.) - 1890. – Carlo Collodi, talijanski književnik (* 1826.) - 1902. – Elizabeth Cady Stanton, američka feministkinja (* 1815.) - 1914. – Fran Galović, hrvatski književnik (* 1887.) - 1956. – Walter Gieseking, njemački pijanist (* 1895.) - 1957. – Gerty Theresa Cori, američka biokemičarka, nobelovka (* 1896.) - 1973. – Semjon Buđoni, sovjetski maršal (* 1883.) - 1981. – Franjo Mraz, hrvatski naivni slikar (* 1910.) - 1982. – Nikša Allegretti, hrvatski fiziolog i imunolog (* 1920.) - 2012. – Joža Horvat, hrvatski književnik, moreplovac i putopisac (* 1915.) - 2013. – Vinko Coce, hrvatski pjevač (* 1954.) |

## Blagdani i spomendani
- Sveti Demetrije Srijemski, mučenik i đakon

## Imendani
- Demetrije; Dimitrije; Dmitar; Dimitar; Mitar;
- Zvonimir; Zvonko; Zvone;